# Peter Reichel
Peter Reichel (* 30. listopadu 1951, Gießen) je bývalý německý fotbalista,pravý obránce.

## Fotbalová kariéra
V Bundeslize hrál za Eintracht Frankfurt, nastoupil ve 225 bundesligových utkáních a dal 9 gólů. V Poháru vítězů pohárů nastoupil v 9 utkáních a dal 1 gól a v Poháru UEFA nastoupil v 8 utkáních. Za západoněmeckou fotbalovou reprezentaci nastoupil v letech 1975-1976 ve 2 utkáních. V roce 1976 byl členem stříbrného západoněmeckého týmu na Mistrovství Evropy ve fotbale 1976, ale zůstal jen mezi náhradníky a do utkání nezasáhl.

## Ligová bilance
| Ročník                                 | Zápasy | Góly | Klub                |
| -------------------------------------- | ------ | ---- | ------------------- |
| Německá fotbalová Bundesliga 1970/1971 | 24     | 1    | Eintracht Frankfurt |
| Německá fotbalová Bundesliga 1971/1972 | 28     | 0    | Eintracht Frankfurt |
| Německá fotbalová Bundesliga 1972/1973 | 24     | 1    | Eintracht Frankfurt |
| Německá fotbalová Bundesliga 1973/1974 | 32     | 2    | Eintracht Frankfurt |
| Německá fotbalová Bundesliga 1974/1975 | 29     | 1    | Eintracht Frankfurt |
| Německá fotbalová Bundesliga 1975/1976 | 30     | 02   | Eintracht Frankfurt |
| Německá fotbalová Bundesliga 1976/1977 | 30     | 1    | Eintracht Frankfurt |
| Německá fotbalová Bundesliga 1977/1978 | 27     | 1    | Eintracht Frankfurt |
| Německá fotbalová Bundesliga 1978/1979 | 1      | 0    | Eintracht Frankfurt |
| CELKEM německá bundesliga              | 225    | 9    |                     |